# 中音吉他

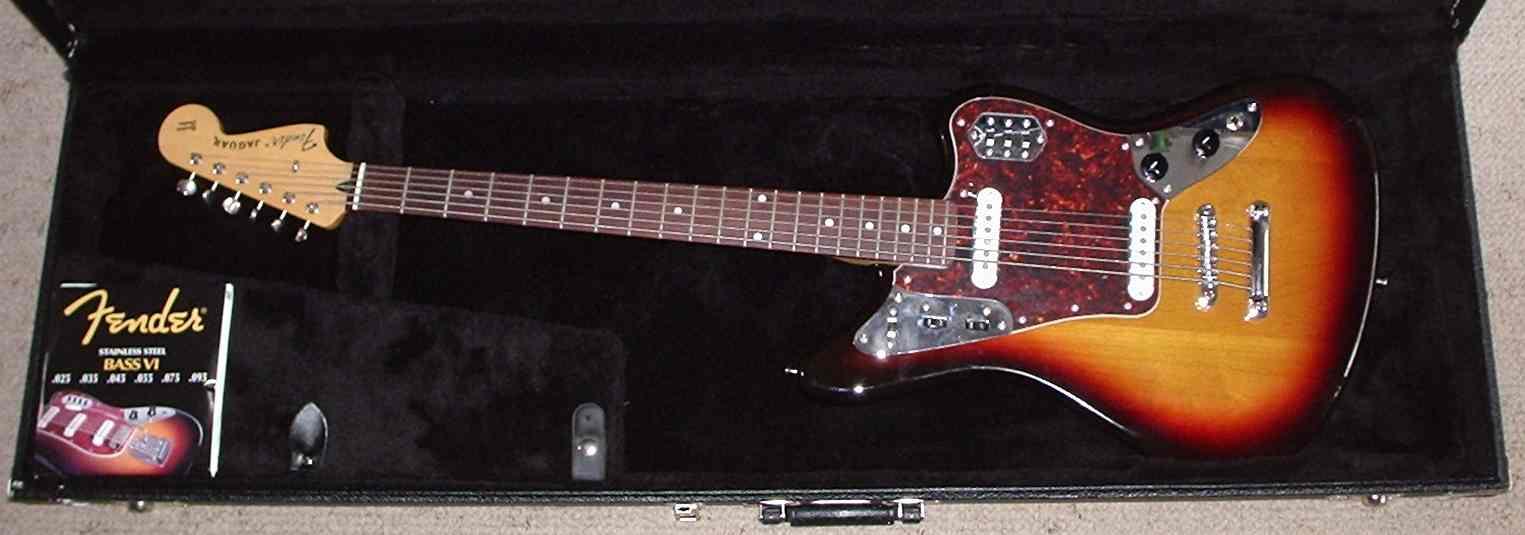
一把中音吉他

中音吉他，又可稱為男中音吉他、巴里東吉他(Baritone Guitar),一种由普通吉他衍生而来的吉他。通过增长普通吉他的有效弦长，使得中音吉他可以调音到比常规吉他更低的音域。中音吉他最初在古典音乐中开始使用。Danelectro公司在1950年代晚期开始生产中音电吉他，中音吉他便开始出现在冲浪音乐，以及电影配乐的背景当中，尤其是意大利式西部片。近些年来，中音吉他也开始出现在摇滚和金属乐等音乐当中。有时如果将中音吉他恰当的使用，可以一定程度上替代貝斯的角色。
一把普通吉他的调音（从低音弦至高音弦）为E A D G B E。中音吉他通常对其降低纯五度：（A D G C E A），纯四度：（B E A D F♯ B），或是大三度（C F B♭ E♭ G C）来调音。Gretsch, Fender, Gibson, PRS, Music Man, Danelectro, Schecter等公司在1960年代便开始生产中音电吉他，但应中音吉他并不常被应用，所以便一直没有形成较大的规模。
中音吉他的琴身要大于普通吉他，在原声吉他中更为明显。中音吉他的更长的有效弦长使得吉他在调音很低的情况下仍然保持正常的(琴弦)张力。普通吉他的有效弦长（由琴颈琴枕至琴桥的距离）通常为24.9"至 25.7"英寸，使用的琴弦直径通常为.012"至.054"英寸。而中音吉他的有效弦长被设计为27"至30.5"英寸，琴弦直径由普通的.012"至.054"英寸扩展至.017"至.095"英寸。有效弦长较短的中音吉他类似于有效弦长较长的普通吉他，具有更多的中音音域音量。而有效弦长较长的中音吉他则更具有低音音域。有效弦长较短的中音吉他调音通常为B-B（即降低纯四度）或C-C（降低大三度），较长的中音吉他则为A-A（降低纯五度）。

## 資料來源
1. 1 2  Gerken, Teja. . Acoustic Guitar. June 2003: pp. 94–97.